# Claudine Barnig
Claudine Barnig (* 2. November 1988) ist eine luxemburgische Badmintonspielerin. 

## Karriere
Claudine Barnig gewann schon als Juniorin 2004 ihren ersten Titel bei den Erwachsenen. Bis 2013 konnte sie sich insgesamt 21 nationale Titel in Luxemburg erkämpfen.

## Sportliche Erfolge
| Saison | Veranstaltung                      | Disziplin   | Platz | Name                                   |
| ------ | ---------------------------------- | ----------- | ----- | -------------------------------------- |
| 2002   | Luxemburg: Juniorenmeisterschaften | Damendoppel | 1     | Tamara Smit / Claudine Barnig          |
| 2004   | Luxemburg: Einzelmeisterschaften   | Mixed       | 1     | Yves Olinger / Claudine Barnig         |
| 2004   | Luxemburg: Einzelmeisterschaften   | Dameneinzel | 1     | Claudine Barnig                        |
| 2004   | Luxemburg: Einzelmeisterschaften   | Damendoppel | 1     | Claudine Barnig / Michèle Bock         |
| 2005   | Luxemburg: Juniorenmeisterschaften | Mixed       | 1     | Mathieu Serebriakoff / Claudine Barnig |
| 2005   | Luxemburg: Einzelmeisterschaften   | Mixed       | 1     | Philippe Hengen / Claudine Barnig      |
| 2005   | Luxemburg: Einzelmeisterschaften   | Dameneinzel | 1     | Claudine Barnig                        |
| 2005   | Luxemburg: Einzelmeisterschaften   | Damendoppel | 1     | Claudine Barnig / Zoé Schroeder        |
| 2006   | Luxemburg: Juniorenmeisterschaften | Dameneinzel | 1     | Claudine Barnig                        |
| 2006   | Luxemburg: Juniorenmeisterschaften | Damendoppel | 1     | Claudine Barnig / Zoé Schroeder        |
| 2006   | Luxemburg: Einzelmeisterschaften   | Mixed       | 1     | Philippe Hengen / Claudine Barnig      |
| 2006   | Luxemburg: Einzelmeisterschaften   | Dameneinzel | 1     | Claudine Barnig                        |
| 2007   | Luxemburg: Einzelmeisterschaften   | Mixed       | 1     | Philippe Hengen / Claudine Barnig      |
| 2007   | Luxemburg: Einzelmeisterschaften   | Dameneinzel | 1     | Claudine Barnig                        |
| 2007   | Luxemburg: Einzelmeisterschaften   | Damendoppel | 1     | Claudine Barnig / Zoé Schroeder        |
| 2008   | Luxemburg: Einzelmeisterschaften   | Mixed       | 1     | Philippe Hengen / Claudine Barnig      |
| 2008   | Luxemburg: Einzelmeisterschaften   | Damendoppel | 1     | Claudine Barnig / Zoé Schroeder        |
| 2009   | Luxemburg: Einzelmeisterschaften   | Damendoppel | 1     | Claudine Barnig / Zoé Schroeder        |
| 2009   | Luxemburg: Einzelmeisterschaften   | Mixed       | 1     | Philippe Hengen / Claudine Barnig      |
| 2010   | Luxemburg: Einzelmeisterschaften   | Damendoppel | 1     | Claudine Barnig / Zoé Schroeder        |
| 2010   | Luxemburg: Einzelmeisterschaften   | Mixed       | 1     | Philippe Hengen / Claudine Barnig      |
| 2011   | Luxemburg: Einzelmeisterschaften   | Dameneinzel | 1     | Claudine Barnig                        |
| 2012   | Luxemburg: Einzelmeisterschaften   | Dameneinzel | 1     | Claudine Barnig                        |
| 2013   | Luxemburg: Einzelmeisterschaften   | Dameneinzel | 1     | Claudine Barnig                        |